# Vlag van Noord-Macedonië
De huidige vlag van Noord-Macedonië (Macedonisch: Знаме на Република Северна Македонија, Zname na Repoeblika Severna Makedonija) wordt gevormd door een rood veld met in het midden een zon met acht stralen. De vlag is in gebruik sinds 6 oktober 1995, de dag na de aanname van de wet waarmee het ontwerp van de vlag werd vastgelegd.

## Symboliek
De zon is de zogenaamde nieuwe zon van vrijheid die in het eerste couplet van het Noord-Macedonische volkslied bezongen wordt:
Vandaag boven Macedonië, is
de nieuwe zon van vrijheid geboren
De Macedoniërs vechten
voor hun eigen rechten!

## Ontwerp
De vlag is symmetrisch: de zon in de vlag staat exact in het midden en de stralen zijn zo gepositioneerd en vormgegeven dat het horizontaal of verticaal spiegelen van de vlag niet leidt tot een andere weergave. De verhouding tussen de hoogte en de breedte (lengte) is 1:2.
De diameter van de zon is gelijk aan 40/140 (of 2/7) van de hoogte van de vlag of 40/280 (of 1/7) van de breedte. Om de zon staat een rode lijn met een breedte van 5/140 van de hoogte van de vlag.
De breedte van de stralen is op te maken uit de constructietekening rechts. Deze afmetingen zijn echter, in tegenstelling tot die van de zon, niet in de wet vastgelegd.
De kleuren van de vlag zijn niet door wetgeving gespecificeerd in kleurcoderingen. De Noord-Macedonische wet spreekt van de kleuren 'goudgeel' en — simpelweg — rood. Desalniettemin kent Album des pavillons nationaux et des marques distinctives kleurcoderingen toe: rood komt overeen met de Pantone-codering 485C en geel met Pantone 108C.

## Geschiedenis
Noord-Macedonië werd tijdens de Tweede Wereldoorlog in 1944 nieuw gevormd en ging in 1946 deel uitmaken van Joegoslavië. De vlag van de Socialistische Republiek Macedonië als Joegoslavische deelrepubliek was compleet nieuw en bestond uit een simpel rood veld met een geel omrande rode ster die aanvankelijk in het midden en later in de linkerbovenhoek was geplaatst. De vlag werd op 31 december 1946 officieel aangenomen. Deze vlag was in gebruik tot 1992.

? Vlag van de Socialistische Republiek Macedonië, 1944-1946
? Vlag van de Socialistische Republiek Macedonië, 1946-1992
? Vlag van de Voormalige Joegoslavische Republiek Macedonië, 1992-1995
Vlag van Grieks-Macedonië

Op 13 augustus 1992 verklaarde de Voormalige Joegoslavische Republiek Macedonië zich onafhankelijk en werd een nieuwe vlag aangenomen. Deze bestond uit een rood veld met in het midden de Zon van Vergina. Deze zon was een symbool van de vorsten van het Macedonische Rijk, waaronder Alexander de Grote. Griekenland protesteerde vanwege het Griekse karakter van het antieke Macedonië heftig tegen deze vlag; het gebruik ervan werd door Griekenland gezien als een Noord-Macedonische aanspraak op de historische regio Macedonië.
Dit past in het bredere dispuut tussen Griekenland en Noord-Macedonië, waarbij Griekenland niet wil dat de staat Republiek Macedonië zo genoemd wordt (daardoor is de naam - voor 2019 - van de Republiek Macedonië in veel landen officieel Voormalige Joegoslavische Republiek Macedonië) en beide landen met de successen van het Macedonische Rijk pronken. Merk op dat de vlag van Grieks-Macedonië er hetzelfde uitziet, maar dan met een blauwe achtergrond.
Het conflict over de vlag leidde zowel in Griekenland als in Noord-Macedonië tot de productie van propagandistische boeken en gebruiksvoorwerpen, zoals massale hoeveelheden kalenders, stickers en asbakken met de Grieks-Macedonische vlag en Griekse souvenirs met het opschrift "Macedonië is Grieks".
Toen de Voormalige Joegoslavische Republiek Macedonië op 7 april 1993 door de Verenigde Naties als lidstaat werd aanvaard, werd de Noord-Macedonische vlag als vriendelijk gebaar tegenover Griekenland niet gehesen. Dit leverde weinig succes op, want kort daarna kwam in Griekenland de regering-Papandreou aan het bewind; deze stelde in februari 1994 een volledig handelsembargo tegen Voormalige Joegoslavische Republiek Macedonië in.
Griekenland legde in 1995 een eis neer bij de Wereldorganisatie Intellectuele Eigendom op het alleenrecht op het gebruik van de Zon van Vergina. In hetzelfde jaar kwamen Griekenland en de Voormalige Joegoslavische Republiek Macedonië tot een akkoord: de Voormalige Joegoslavische Republiek Macedonië zou zich niet gaan bemoeien met de Slavische minderheid in Griekenland (wat het land al eerder beloofde, maar Griekenland bleef er toch beducht voor) en zou de vlag aanpassen; dit in ruil voor opheffing van het Griekse handelsembargo, het stoppen van het Griekse verzet tegen de toetreding van Noord-Macedonië tot allerlei internationale organisaties en het normaliseren van de diplomatieke relaties. Aldus werd besloten om de vlag te vervangen door de huidige versie.